# Heather Moyseová
Heather Moyseová (* 23. července 1978, Summerside, Kanada) je kanadská bobistka.
Spolu s Kaillie Humphriesovou získala v závodech dvojbobu dvě zlaté olympijské medaile, na zimních olympijských hrách ve Vancouveru a v Soči. Kromě bobování se věnovala ragby, fotbalu a cyklistice.